# Saint-Tugdual
Saint-Tugdual è un comune francese di 405 abitanti situato nel dipartimento del Morbihan nella regione della Bretagna.

## Società

### Evoluzione demografica
Abitanti censiti